# 23 Paces to Baker Street
23 Paces to Baker Street is een Amerikaanse thrillerfilm van Henry Hathaway die werd uitgebracht in 1956.
De film is gebaseerd op de roman Warrant for X van thrillerauteur Philip MacDonald. Het verhaal vertoont gelijkenissen met de Alfred Hitchcockthriller Rear Window (1954) waarin het eveneens gehandicapte hoofdpersonage, hier vertolkt door een mindervalide James Stewart, ook getuige is van een moordplan en niet geloofd wordt door de politie.

## Verhaal
Philip Hannon, een beroemde toneelschrijver, heeft de Verenigde Staten verlaten sinds hij blind is geworden ten gevolge van een verkeersongeval. Hij heeft zich in Londen gevestigd waar Jean, zijn verloofde, hem weer op het spoor komt. Zij wil hun relatie voortzetten maar hij maakt haar duidelijk dat hij een nieuw leven is begonnen, met de hulp van zijn secretaris.
Op een dag vangt hij in de bar om de hoek toevallig een conversatie op waar sprake is van ontvoering en moord. Hij verwittigt Scotland Yard maar inspecteur Grovening gelooft hem niet. Het wordt Hannon spoedig duidelijk dat een drama alleen maar kan verijdeld worden indien hijzelf op onderzoek uitgaat. Hij doet daartoe een beroep op zijn verloofde en op zijn secretaris ...

## Rolverdeling
| Acteur            | Personage            |
| ----------------- | -------------------- |
| Van Johnson       | Phillip Hannon       |
| Vera Miles        | Jean Lennox          |
| Cecil Parker      | Bob Matthews         |
| Maurice Denham    | inspecteur Grovening |
| Isobel Elsom      | Lady Syrett          |
| Estelle Winwood   | barvrouw             |
| Liam Redmond      | meneer Murch         |
| Martin Benson     | Pillings             |
| Natalie Norwick   | Janet Murch          |
| Terence De Marney | sergeant Luce        |